# Вапа (община)
Вапа (на македонска литературна норма: Општина Центар Жупа) е община, разположена в западната част на Северна Македония със седалище едноименното село Вапа.
Общината обхваща 23 села по течението на река Черни Дрин на площ от 107,21 km2. Гъстотата на населението е 60,81 жители на km2. За кмет на община Вапа в 2017 година е избран Ариян Ибраим.

## Структура на населението
Според преброяването от 2002 година община Вапа има 6519 жители.
| Етническа принадлежност | Процент |
| македонци               | 12,49%  |
| албанци                 | 6,96%   |
| турци                   | 80,17%  |
| роми                    | 0,00%   |
| власи                   | 0,00%   |
| сърби                   | 0,00%   |
| бошняци                 | 0,00%   |
| други                   | 0,38%   |